# Нова чверть
Нова чверть або Приказ новия чверті існувала вже в 1597 і названа так, ймовірно, на відміну від інших існуючих тоді чвертей.
Четь - від слова чверть. Після взяття Казані до існуючих Володимирської, Новгородської та Рязанської третин додалося Казанське царство. Адміністративні одиниці почали називатися чверть, чи четь.
У ній сиділи окольничий, зброярський і два дяки, завідувала доходами з кружечних дворів, яких набиралося до 100 тисяч рублів, і судовими справами з таємного продажу вина та тютюну. 
У 1678 до цього додано завідування калмицькими справами, які були перенесені сюди з Посольського приказу. У тому ж році Нову чверть перейменовано на Приказ новия чверті. Подальшу історію його див. Приказ Великого приходу.